# Женская сборная Беларуси по волейболу
Женская национальная сборная команда Беларуси по волейболу (бел. Жаночая нацыянальная зборная каманда Беларусі па валейболе) — команда, представляющая Беларусь на международных соревнованиях по волейболу. Первый матч провела 24 октября 1992 года. Высшее достижение — 7-е место на чемпионате Европы (2017); на Олимпийских играх и в финальных турнирах чемпионатов мира участия не принимала. В рейтинге Международной федерации волейбола занимает 52-е место.

## История

### 1992—1999: по инерции
Женская сборная Беларуси по волейболу впервые была собрана в 1992 году. Уверенно выиграв отборочный турнир чемпионата Европы 1993 года, национальная команда под руководством Николая Позняка (тренера минского «Амкодора», базового клуба сборной), в финальной стадии континентального форума в Чехии заняла 8-е место. Результат повторился и спустя два года на чемпионате Европы в Нидерландах, куда Беларусь попала уже без отбора — две победы из пяти возможных на групповом этапе и два поражения в играх за 5—8-е места.
В 1997 году сборная Беларуси в третий раз подряд стала участницей чемпионата Европы, но на сей раз сыграла невыразительно — одержав единственную на турнире победу над Болгарией, команда разделила последнее место с румынками. В декабре того же года стартовал отборочный турнир нового континентального первенства, в котором белорусские девушки выступили катастрофически плохо — 10 поражений с одинаковым счётом 0:3.
Основу сборной Беларуси на начальном этапе её существования составляли игроки, известные ещё по выступлениям за минский «Коммунальник» 1980-х годов: Ирина Горбатюк, Ирина Полещук, Алла Тетерина, а также Наталья Янушкевич, Анжела Криворот, Лилия Кучук, Наталья Никулина, Юлия Гапанович. Регулярное присутствие сборной в числе 12 участниц чемпионатов Европы является серьёзным достижением, но чем больше проходило времени с момента распада СССР, тем сложнее было добиваться новых достижений «по инерции», опираясь на одних и тех же игроков, на заложенном в советские годы фундаменте. Тем не менее по мнению многолетнего лидера сборной Ирины Полещук, команда в 1990-е годы была способна и на большее:
До уровня топ-сборных мы явно не дотягивали, хотя наша команда спортивного интерната 1973 года рождения считалась в Союзе лучшей. Но одно дело молодёжные соревнования и совсем другое — взрослые… Думаю, в первую очередь команде не хватило тренерского мастерства. Николая Позняка в этом плане трудно назвать эталоном. После него осталось много всяких весёлых афоризмов, а вместе с тем и чувство того, что нашим составом можно было добиться и более впечатляющих успехов на международной арене.

### 2000—2009: новое поколение
В 2000 году сборную возглавил вернувшийся из Турции тренер Владимир Николаевич Козлов. Начался постепенный процесс смены поколений, прежние лидеры уступали места в национальной команде новой генерации белорусских волейболисток. В 2001 году руководимая Владимиром Козловым юниорская сборная (составленная из игроков не старше 1984 года рождения) стала бронзовым призёром чемпионата Европы в Чехии, а в 2002-м игроки этой команды составили костяк молодёжной сборной, добившейся аналогичного достижения на проходившем в Загребе чемпионате Европы в своей возрастной категории.
В 2002 году шесть игроков «молодёжки» — Марина Тумас, Елена Гуркова, Ольга Пальчевская, Анна Калиновская, Елена Орлова, Юлия Андрушко — одновременно выступали в составе главной национальной сборной, спустя год к ним добавились Виктория Гурова, Алина Сорока, Елена Гендель. В этот период Беларусь после неудачно проведённой отборочной кампании чемпионата Европы 2001 года, находилась во втором эшелоне европейского волейбола — дивизионе В.
В июне 2002 и 2003 годов подопечные Владимира Козлова обидным образом упустили шанс подняться в дивизион A: белорусская и бельгийская сборные набрали одинаковое количество очков, но из-за того, что в 2002-м в бельгийском Вилворде хозяйки выиграли со счётом 3:0, а спустя год Барановичах белоруски взяли реванш с менее убедительным счётом 3:1, по лучшему соотношению партий победителем группы стала Бельгия. В последний раз функции капитана сборной выполняла Ирина Полещук — весной 2003 года она приняла французское гражданство.
В июне 2005 года сборной Беларуси также совсем немного не хватило до продолжения борьбы за путёвку на чемпионат мира — команда только из-за худшего соотношения партий заняла последнее место в группе второго квалификационного раунда в Афинах. Зато через неделю в отборочном турнире чемпионата Европы-2005 сборная стала победителем группы в дивизионе «Б» и вошла в число 16 лучших команд континента. Капитаном белорусской сборной с 2004 года являлась Оксана Ковальчук, в команду приглашались и другие опытные игроки (Светлана Галкина и Анна Шевченко из брестского «Ковровщика», а также игравшие в зарубежных чемпионатах Наталья Никулина и Ирина Кононович), но основная ставка по-прежнему делалась на молодёжь, выступавшую в национальном чемпионате за минскую «Славянку».
Летом 2006 года сборная Беларуси успешно прошла отборочный турнир чемпионата Европы. Заняв 2-е место в группе, белоруски в стыковых матчах в Могилёве и Мариборе дважды обыграли сборную Словении (3:0 и 3:2). Во многом исторический успех — Беларусь стала участником финальной стадии чемпионата Европы спустя 10 лет — был одержан вопреки ряду неприятных обстоятельств, в частности отказу от выступлений за сборную доигровщицы Алины Бутько-Сороки, травме диагональной Юлии Андрушко (вскоре обе получили российское гражданство), а также финансовому кризису в «Славянке». Владимир Козлов подвёл такой итог этапу жизни сборной:
К созданию этой команды я шёл почти 10 лет, когда набрал девочек в секцию. Шестеро из них, выходцы из сгинувшей ныне «Славянки», дошли до национальной команды. Шесть лет назад мы ездили на юношеский чемпионат Европы и четыре года назад — на юниорский. Причём оба раза выигрывали там бронзовые медали. Уже тогда наметили для себя ориентир — когда девчата станут старше, поехать с ними на взрослый чемпионат Европы. Так и получилось: то поколение медалисток — 23-летние Лена Гуркова, Лена Гендель, Марина Тумас, Вика Гурова и Оля Пальчевская — квалифицировалось на этот турнир, а сию компанию органично дополнили опытные Ирина Лебедева (Кононович) и Оксана Ковальчук
На финальном турнире европейского первенства, проходившем в Бельгии и Люксембурге (белорусская сборная играла свои матчи в Шарлеруа), подопечные Владимира Козлова потерпели 3 поражения в 3 матчах первого группового этапа и завершили турнир досрочно. В первой игре с Азербайджаном (0:3) из-за травмы выбыла капитан сборной Елена Гуркова; в дальнейшем команда, вновь ведомая Оксаной Ковальчук, со счётом 1:3 уступила Германии и Италии.
В ноябре 2007 года белорусская сборная принимала участие в предварительном континентальном квалификационном турнире Олимпийских игр-2008 в городе Габрово, но потерпела неудачу, потеряв шансы на продолжение борьбы уже после стартовых матчей с болгарками и румынками. Это был последний турнир, который белорусские девушки проводили под руководством Владимира Козлова. В конце 2007 года преемником 65-летнего специалиста стал его многолетний помощник, тренер юниорских и молодёжных сборных Виктор Фёдорович Гончаров.
Под руководством Виктора Гончарова сборная Беларуси в 2008 году успешно преодолела квалификационный барьер чемпионата Европы, причём турнирный путь команды оказался таким же, что и два года назад — 2-е место в группе и победы в стыковых матчах со словенками (3:1 и 3:0). В мае и июле 2009 года сборная принимала участие в отборочном турнире чемпионата мира-2010, но не смогла пройти дальше 3-го квалификационного раунда, уступив сборным Италии и Чехии. Вскоре после этого Виктора Гончарова на посту главного тренера сменил Николай Васильевич Карполь.

### 2009—2010: Карполь
Своё сотрудничество со сборной Николай Карполь начал ещё в июне 2009-го, когда занял пост технического директора команды, а в августе, за месяц с небольшим до старта чемпионата Европы в Польше, 71-летний наставник был утверждён в должности главного тренера:
Во-первых, хочу отдать долг родной для меня Беларуси. Во-вторых, есть опыт и желание им делиться. Ну и в-третьих — потребность в тренерской работе. Мне она по-прежнему интересна.
В Быдгоще, где белоруски проводили матчи первого группового этапа, сборная оказалась в центре повышенного внимания — благодаря личности своего тренера, но, увы, не игре — после поражений от Бельгии, России и Болгарии команда досрочно отправилась домой.
Серьёзной неудачей обернулась отборочная кампания следующего чемпионата Европы, эпилогом которой стали стыковые игры со сборной Израиля, руководимой знаменитым Ари Селинджером. Интересно, что ещё в рамках подготовки к отборочному циклу Евро-2011 в начале мая 2010 года сборные Беларуси и Израиля провели три товарищеских матча в Нетании и Иерусалиме, на которые Карполь прилетел, пожертвовав поединками серии за бронзу чемпионата России между его «Уралочкой» и краснодарским «Динамо». В сентябре 2010 года после тяжелейшего матча в Минске, в котором сборная Беларуси вырвала победу со счётом 3:2, проигрывая 0:2 по партиям, в ответной игре в Раанане сильнее оказались израильтянки — 3:1. Они стали участниками финальной стадии чемпионата Европы впервые с 1971 года.

### 2011—2014: возвращение Гончарова
В конце 2010 года сборную вновь возглавил предшественник Николая Карполя Виктор Гончаров.
В 2011 году белорусская команда впервые участвовала в розыгрыше Евролиги и заняла в этом турнире 7-е место. При наличии в группе предварительного этапа безусловного лидера, которым являлась сборная Турции, и явного аутсайдера — сборной Хорватии, белоруски сохраняли шансы на выход в «Финал четырёх» только в случае успешного выступления в играх с Румынией, однако не смогли ими воспользоваться, проиграв румынкам оба домашних матча. Потеряв шансы на выход из группы, сборная Беларуси всё же продемонстрировала свой потенциал, одержав 26 июня в Минске красивую победу над выступавшей в сильнейшем составе сборной Турции. Тем временем национальная федерация приняла решение не заявлять команду на европейский квалификационный турнир Олимпийских игр 2012 года.
В сентябре 2012 года сборная Беларуси взяла старт в отборочном турнире чемпионата Европы-2013 без двух ключевых игроков — ушедшей в декретный отпуск нападающей Оксаны Ковальчук и получившей российское гражданство блокирующей Елены Юрьевой. Потерпев в рамках второго раунда два поражения от сборной Азербайджана, белоруски довольствовались вторым местом в группе, означавшем участие в стыковых матчах против сборной Словакии в июне 2013 года. В них команде Виктора Гончарова не смогли помочь связующая Виктория Гурова и нападающая Екатерина Закревская, но спустя шесть лет вернулась в сборную блокирующая Анна Калиновская. В первой встрече за выход в финальную стадию чемпионата Европы белорусская команда в Могилёве обыграла словачек со счётом 3:0, а в ответном поединке в Попраде, накануне которого 9 игроков команды-соперника из-за вирусной инфекции оказались в больнице, потерпела поражение в четырёх партиях. В золотом сете белоруски, проигрывая по его ходу со счётом 8:12, вырвали победу — 16:14.
В сентябре 2013 года сборная Беларуси в шестой раз выступила в финальном турнире чемпионата Европы. На групповом этапе подопечные Виктора Гончарова уступили сборным России и Хорватии и взяли верх над командой Азербайджана, одержав первую с 1997 года победу в рамках финальных турниров чемпионатов Европы, которая в итоге позволила им выйти в плей-офф. В матче 1/8 финала сборная Беларуси со счётом 0:3 проиграла турчанкам.

### 2015—2019: команда Хилько
В январе 2015 года новым главным тренером белорусской сборной стал наставник брестского «Прибужья» Пётр Хилько. Под его руководством команда успешно завершила начатый ещё при Викторе Гончарове квалификационный турнир чемпионата Европы, добыв путёвку в финальную часть континентального первенства по результатам стыковых матчей со сборной Украины в Бресте.
Сборная Беларуси одержала две победы в рамках группового этапа чемпионата Европы (над хорватками и болгарками), что позволило выйти в плей-офф. В матче 1/8 финала против сборной Польши подопечные Петра Хилько смогли отыграться со счёта 0:2 по партиям и вели со счётом 10:7 в пятом сете, но в итоге уступили.
В апреле 2016 года Пётр Хилько покинул пост главного тренера сборной в связи с разногласиями с Белорусской федерацией волейбола. Новым наставником команды назначен Александр Климович, а его помощником стал бразильский специалист Анжело Верчези. В июне 2017 года сборная Беларуси выступала в розыгрыше Евролиги и была близка к тому, чтобы впервые в истории пробиться в полуфинал, но поражение со счётом 0:3 в заключительном матче группового этапа от сборной Финляндии в Минске перечеркнуло эту возможность.
Тем же летом фактический рулевой сборной Беларуси Анжело Верчези возглавил турецкую «Бурсу ББ», которая выступила против совмещения постов наставника клуба и сборной. В итоге прежний тренерский штаб ушёл в отставку, а к руководству национальной командой в августе 2017 года вернулся Пётр Хилько.
На чемпионате Европы в Азербайджане и Грузии сборная Беларуси впервые за всё время выступлений на континентальных первенствах дошла до четвертьфинала и заняла 7-е место. На пути к своему лучшему результату команда Петра Хилько выиграла у Грузии, уступила Италии и одержала победы в двух матчах, по ходу которых уступала со счётом 0:2, — над Хорватией и Чехией, причём победе над чешками в матче плей-офф способствовали замены — перевод на позицию диагональной Анастасии Гарелик вместо капитана Оксаны Ковальчук и выход на площадку доигровщицы Надежды Смирновой (Молосай). В 1/4 финала белоруски в трёх партиях проиграли будущему чемпиону — сборной Сербии. Успешное выступление на Евро-2017 позволило белорусской команде без дополнительного отбора квалифицироваться на следующий чемпионат Европы.
В июне 2019 года сборная Беларуси впервые оказалась на пьедестале в розыгрыше Евролиги. Команда Петра Хилько без поражений прошла групповой этап, а в «Финале четырёх» в Вараждине уступила сборной Чехии и победила в матче за 3-е место сборную Испании. Этого достижения белорусская команда добилась, несмотря на травмы блокирующей Анжелики Борисевич и вынужденной завершить карьеру связующей Ольги Пальчевской, а за месяц до старта чемпионата Европы одна из наиболее талантливых нападающих Анна Гришкевич ушла в декретный отпуск. На Евро-2019 сборная Беларуси проиграла всем своим соперницам по группе и не попала в 1/8 финала.

## Результаты выступлений

### Олимпийские игры
- 2008 — отборочный турнир CEV, предквалификационный раунд, 4-е место в группе.

### Чемпионаты мира
- 1998 — отборочный турнир, 3-е место в группе.
- 2006 — отборочный турнир, 2-й этап, 4-е место в группе.
- 2010 — отборочный турнир, 3-й этап, 3-е место в группе.
- 2014 — отборочный турнир, 3-й этап, 4-е место в группе.
- 2018 — отборочный турнир, 2-й этап, 3-е место в группе.

### Чемпионаты Европы
- 1993 — 8-е место.
- 1995 — 8-е место.
- 1997 — 11-е место.
- 1999 — отборочный турнир, дивизион A, 6-е место в группе.
- 2001 — отборочный турнир, дивизион A, 4-е место в группе.
- 2003 — отборочный турнир, дивизион B, 2-е место в группе.
- 2005 — отборочный турнир, дивизион B, 1-е место в группе.
- 2007 — 16-е место.

Состав: Оксана Аксёнова, Елена Гендель, Татьяна Гордеева, Елена Гуркова, Виктория Гурова, Дарья Ермошевич, Екатерина Закревская, Оксана Ковальчук, Ирина Лебедева, Ольга Мороз, Ольга Пальчевская, Марина Тумас.
- 2009 — 14-е место.

Состав: Оксана Аксёнова, Елена Гендель, Екатерина Закревская, Вера Климович, Оксана Ковальчук, Ирина Лебедева, Юлия Марковская, Надежда Молосай, Виктория Обухович, Ольга Пальчевская, Наталья Пузырь, Екатерина Скрабатун, Марина Тумас, Анна Шевченко.
- 2011 — отборочный турнир, поражение в стыковых матчах.
- 2013 — 12-е место.

Состав: Анжелика Борисевич, Елена Бурак, Анастасия Гарелик, Виктория Емельянчик, Анна Калиновская, Вера Климович, Татьяна Маркевич, Кристина Михайленко, Надежда Молосай, Ольга Павлюковская, Ольга Пальчевская, Марина Тумас, Наталья Цупранова, Анна Шевченко.
- 2015 — 9-е место.

Состав: Анжелика Борисевич, Анастасия Гарелик, Виктория Гурова, Дарья Ионова, Анна Калиновская, Вера Климович, Оксана Ковальчук, Анна Копко, Татьяна Маркевич, Кристина Михайленко, Надежда Молосай, Марина Павлова, Ольга Павлюковская, Елена Федоринчик.
- 2017 — 7-е место.

Состав: Анжелика Борисевич, Дарья Володько (Ионова), Анастасия Гарелик, Анна Жаафар (Копко), Анна Калиновская, Анна Климец, Оксана Ковальчук, Татьяна Маркевич, Марина Павлова, Ольга Павлюковская, Ольга Пальчевская, Татьяна Серик, Надежда Смирнова (Молосай), Елена Федоринчик.
- 2019 — 22-е место.

Состав: Надежда Столяр, Анна Калиновская, Вера Климович, Юлия Минюк, Анастасия Кононович, Анастасия Шаш, Вера Костючик, Анастасия Гарелик, Екатерина Сокольчик, Алина Ильюта, Анна Климец, Татьяна Маркевич, Елена Федоринчик, Ольга Павлюковская.
- 2021 — ?-е место.

Состав: см. Текущий состав.

### Евролига
- 2011 — 7-е место
- 2016 — 7-е место
- 2017 — 6-е место
- 2018 — 6-е место
- 2019 — 3-е место

Состав: Алина Адаменя, Анастасия Гарелик, Анна Гришкевич, Анна Калиновская, Анна Климец, Вера Климович, Анастасия Кононович, Вера Костючик, Татьяна Маркевич, Юлия Минюк, Екатерина Сокольчик, Надежда Столяр, Елена Федоринчик, Анастасия Шаш.

### Кубок Бориса Ельцина
- 2007 — 7-е место
- 2008 — 5-е место
- 2009 — 5-е место
- 2010 — 6-е место

## Текущий состав
Состав сборной Беларуси на чемпионат Европы-2021
| 3                                  | Надежда Столяр      | 1996 | 183 | «Минчанка»    |
| 9                                  | Надежда Владыко     | 1992 | 192 | «Минчанка»    |
| 20                                 | Дарья Володько      | 1989 | 190 | «Минчанка»    |
| —                                  | Елена Лозюк         | 1990 | 184 | «Минчанка»    |
| Диагональные                       |                     |      |     |               |
| 6                                  | Анастасия Гарелик   | 1991 | 184 | «Ленинградка» |
| 11                                 | Анна Климец         | 1998 | 186 | «Рома»        |
| 18                                 | Вера Костючик       | 2000 | 191 | «Уралочка»    |
| Доигровщицы                        |                     |      |     |               |
| 10                                 | Екатерина Сокольчик | 1993 | 183 | «Ленинградка» |
| 12                                 | Татьяна Маркевич    | 1988 | 183 | «Минчанка»    |
| 18                                 | Анна Давыскиба      | 2000 | 188 | «Монца»       |
| Либеро                             |                     |      |     |               |
| 1                                  | Виктория Панасенко  | 1996 | 174 | «Минчанка»    |
| 7                                  | Елена Федоринчик    | 1993 | 178 | «Минчанка»    |
| Пасующие                           |                     |      |     |               |
| 4                                  | Анастасия Кононович | 1993 | 178 | «Минчанка»    |
| 17                                 | Анастасия Лопато    | 1996 | 190 | «Минчанка»    |
| Главный тренер — Станислав Саликов |                     |      |     |               |